# Saint-Étienne-de-l'Olm
 Saint-Étienne-de-l'Olm  es una población y comuna francesa, en la región de Languedoc-Rosellón, departamento de Gard, en el distrito de Alès y cantón de Vézénobres.

## Demografía
| 139 | 130 | 97 | 129 | 194 | 235 |
| Para los censos de 1962 a 1999 la población legal corresponde a la población sin duplicidades (Fuente: INSEE [Consultar]) |     |    |     |     |     |